# 薇拉·琳恩
薇拉·瑪嘉烈·韋爾奇女爵士，CH，DBE（英語：Dame Vera Margaret Welch，1917年3月20日—2020年6月18日），藝名薇拉·琳恩女爵士（Dame Vera Lynn），是英國在第二次世界大戰期間當紅的女歌手、流行曲作家和女演員。

## 生平
在二戰期間，琳恩曾在埃及、英屬印度和英屬緬甸等地作巡迴演出，為英軍軍員舉行戶外勞軍演唱會，因而被稱為「三軍甜心」（The Forces' Sweetheart），其首本名曲包括「We'll Meet Again」（「後會有期」）、「The White Cliffs of Dover」（「多佛爾白崖」）、「A Nightingale Sang in Berkeley Square」（「在伯克萊廣場詠唱的貓頭鷹」）和「There'll Always Be an England」（「英倫永在」）等。
琳恩在戰後仍活躍於英國和美國的電台和電視節目，並繼續灌錄不少歌曲，較有名的作品計有「Auf Wiederseh'n Sweetheart」（「再會，甜心」）和「My Son, My Son」（「兒子、兒子」）等。在2009年，年屆92歲的她還發行專輯《We'll Meet Again: The Very Best of Vera Lynn》（《後會有期：薇拉·琳恩最佳精選》），並登上英國專輯排行榜第一位，成為歷來登上第一位最年長的歌手。
在歌唱事業以外，琳恩也熱心從事有關退伍軍人、殘疾兒童和乳癌的慈善工作。琳恩多年來特別深受退伍軍人愛戴，在2000年更在一項在全英國舉行的投票活動中，獲選為最能體現20世紀精神的英國人。她在1969年獲英女皇伊利沙伯二世授予OBE勳銜，1975年再獲晉封DBE勳銜，成為女爵士，以表揚她對英國樂壇和慈善事業方面的貢獻。2016年，年屆99歲的琳恩獲英廷授予名譽勳位（CH），再為對其終身成就的肯定。

## 去世
2020年6月18日，林恩在家中去世，享年103歲。英国王室率先向林恩致敬，女王伊丽莎白二世向林恩家人致以私人慰问，克拉伦斯宫发布了查尔斯王子和康沃尔公爵夫人的悼词。首相鲍里斯·约翰逊和反对党领袖基尔·斯塔默也在议会中带头致敬；保罗·麦卡特尼、凯瑟琳·詹金斯等音乐家也赞赏她的贡献。在她去世的当天，BBC停止播放《花园救援》常规节目，以表达对这位歌手的悼念。